# Ай-Кочетъёган
Ай-Кочетъёган (устар. Ай-Кочет-Ёган) — река в России, протекает по Ханты-Мансийскому АО. Устье реки находится в 14 км по правому берегу реки Кочетъёган. Длина реки составляет 17 км.

## Данные водного реестра
По данным государственного водного реестра России относится к Верхнеобскому бассейновому округу, водохозяйственный участок реки — Обь от впадения реки Вах до города Нефтеюганск, речной подбассейн реки — Обь ниже Ваха до впадения Иртыша. Речной бассейн реки — (Верхняя) Обь до впадения Иртыша.